# کاپیتول ایالت اورگن

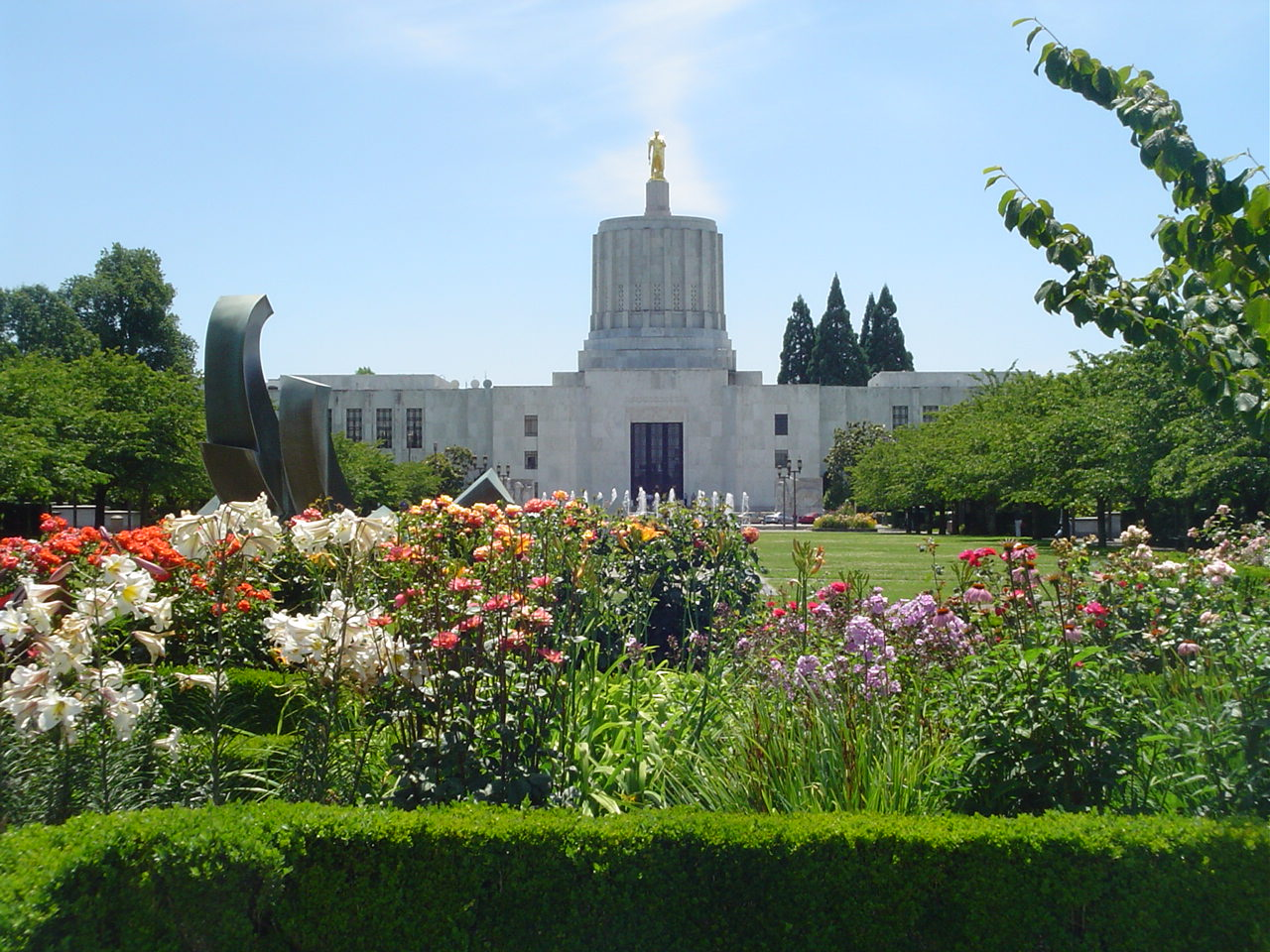

ساختمان پایتخت ایالت اورگن (Oregon State Capitol) بنایی است که شاخه مقننه دولت ایالت اورگن در آن قرار دارد. معماران بنا عبارتند از
- Trowbridge & Livingston

بنای کنونی که سبک آرت دکو دارد در سال ۱۹۳۸ ساخته شد و در سیلم قرار دارد.
این بنا خانه مجلس نمایندگان و سنای ایالت است.

## نگارخانه

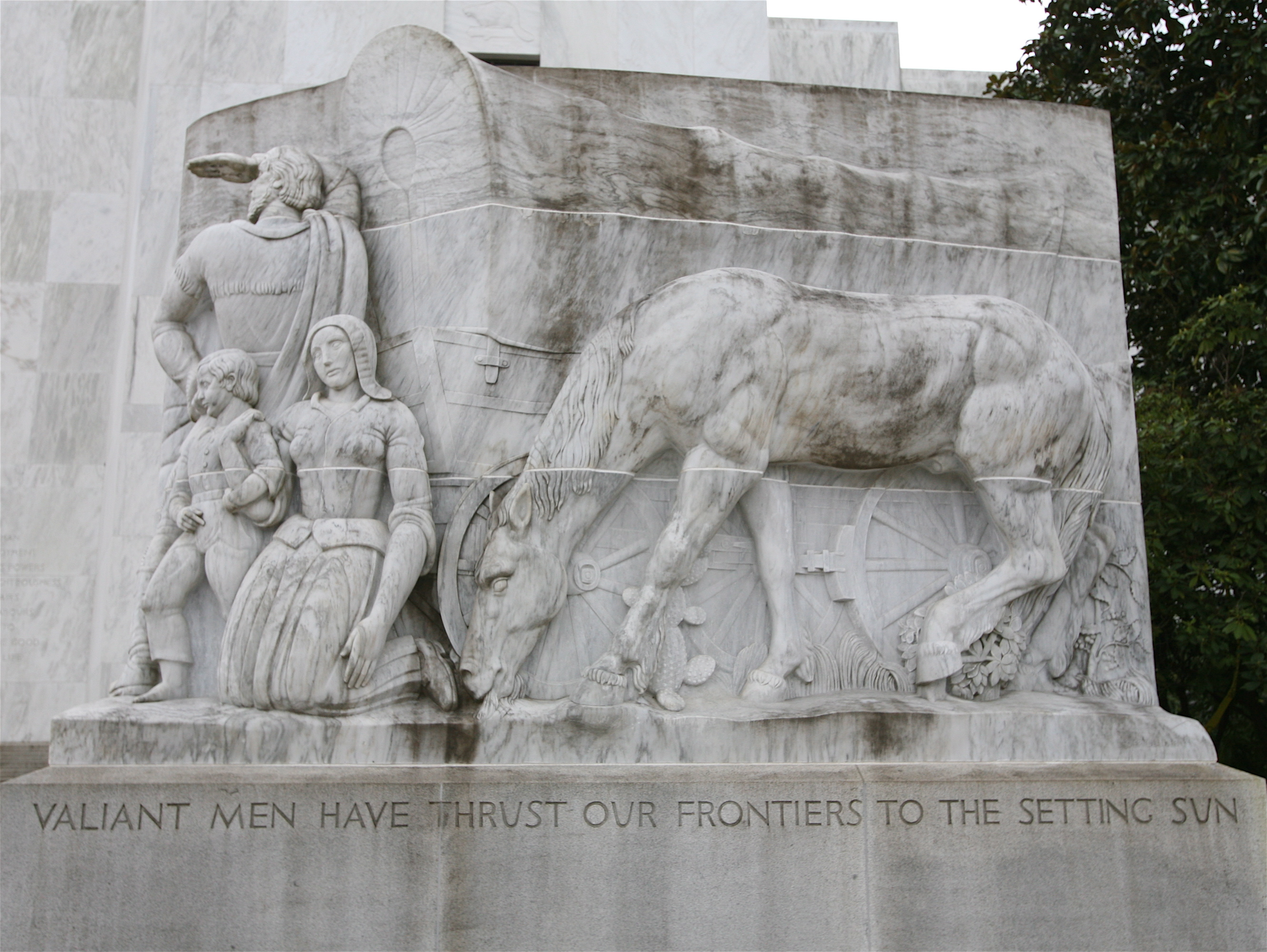
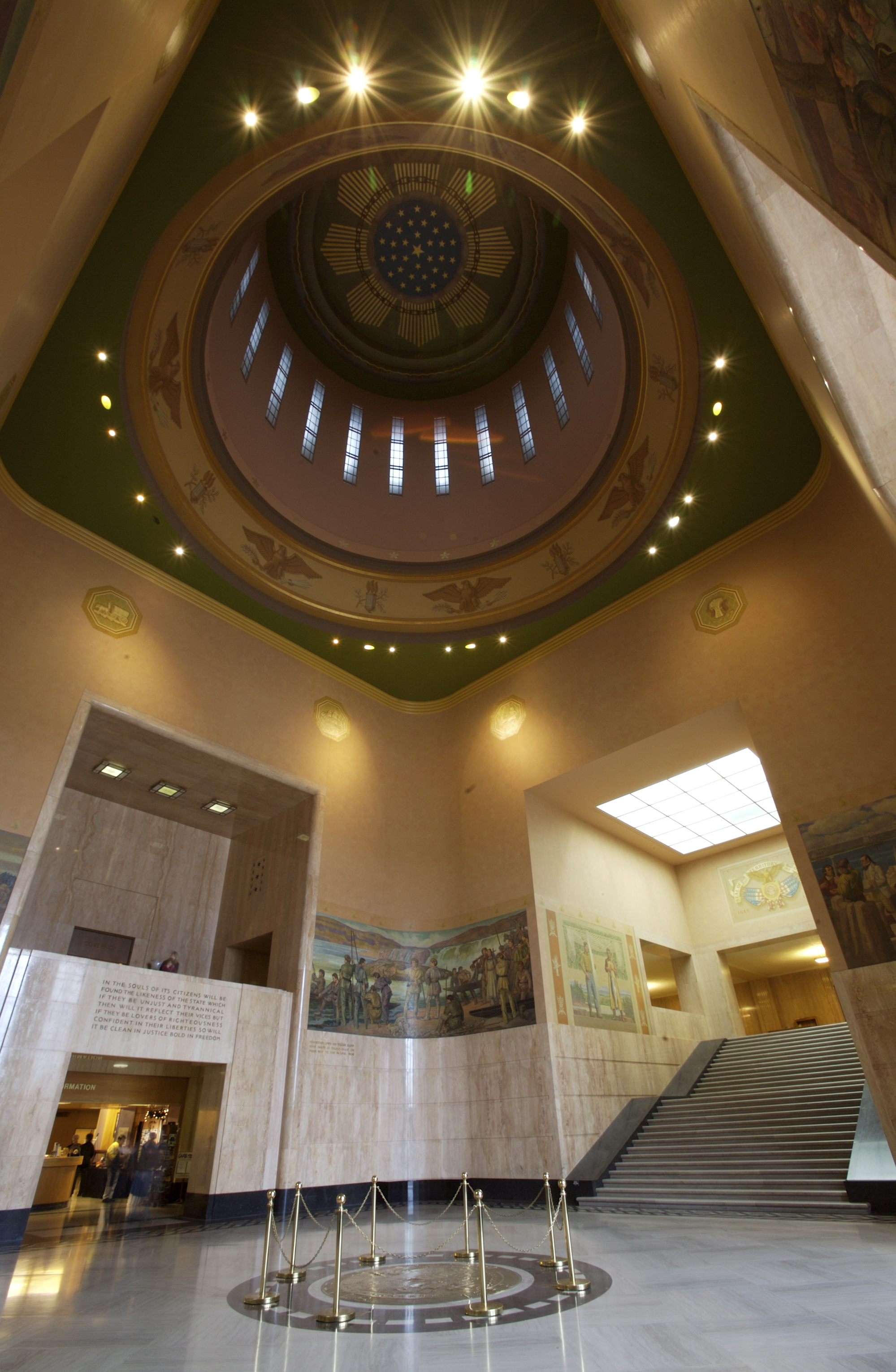
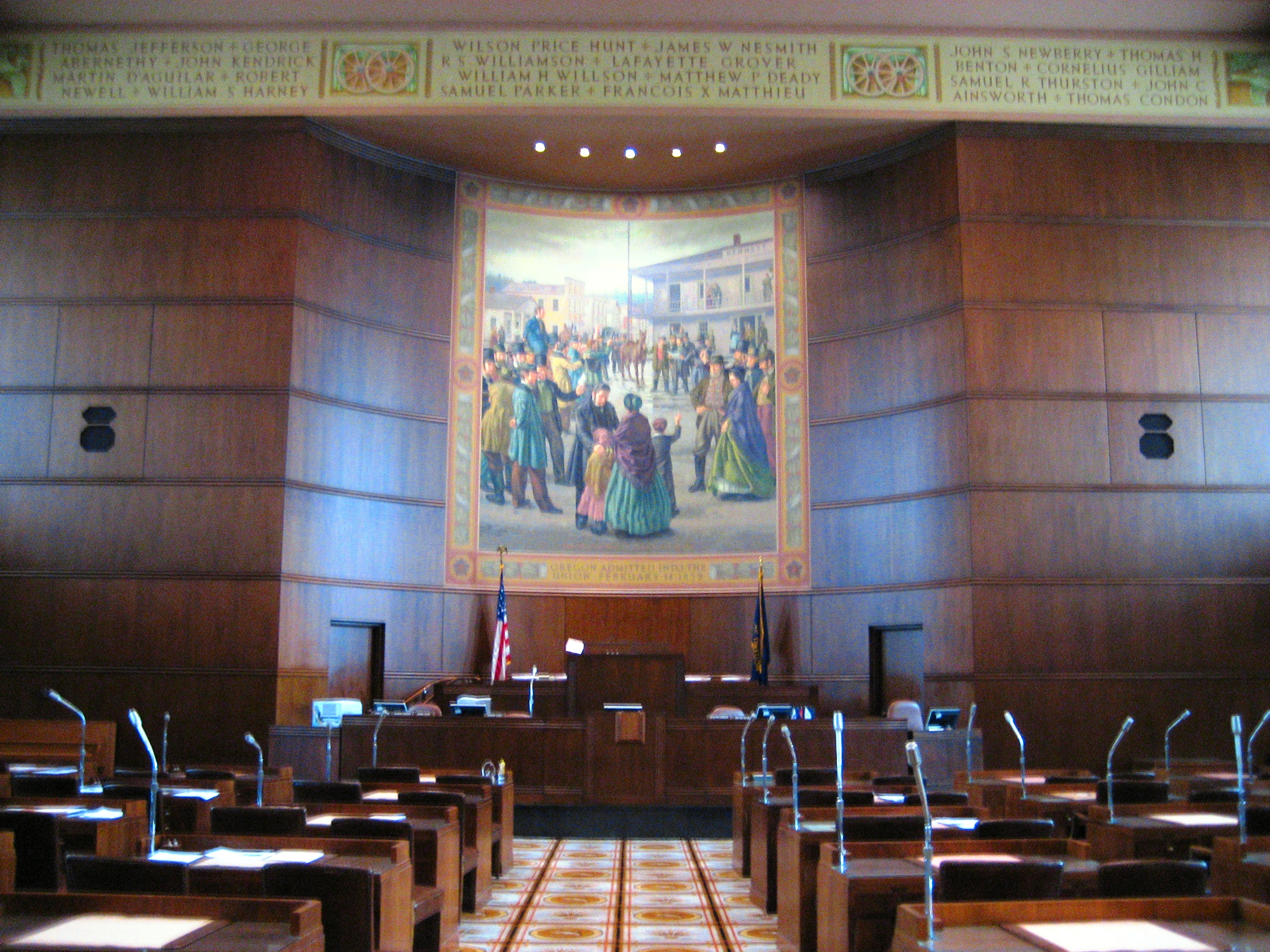
مجلس سنا
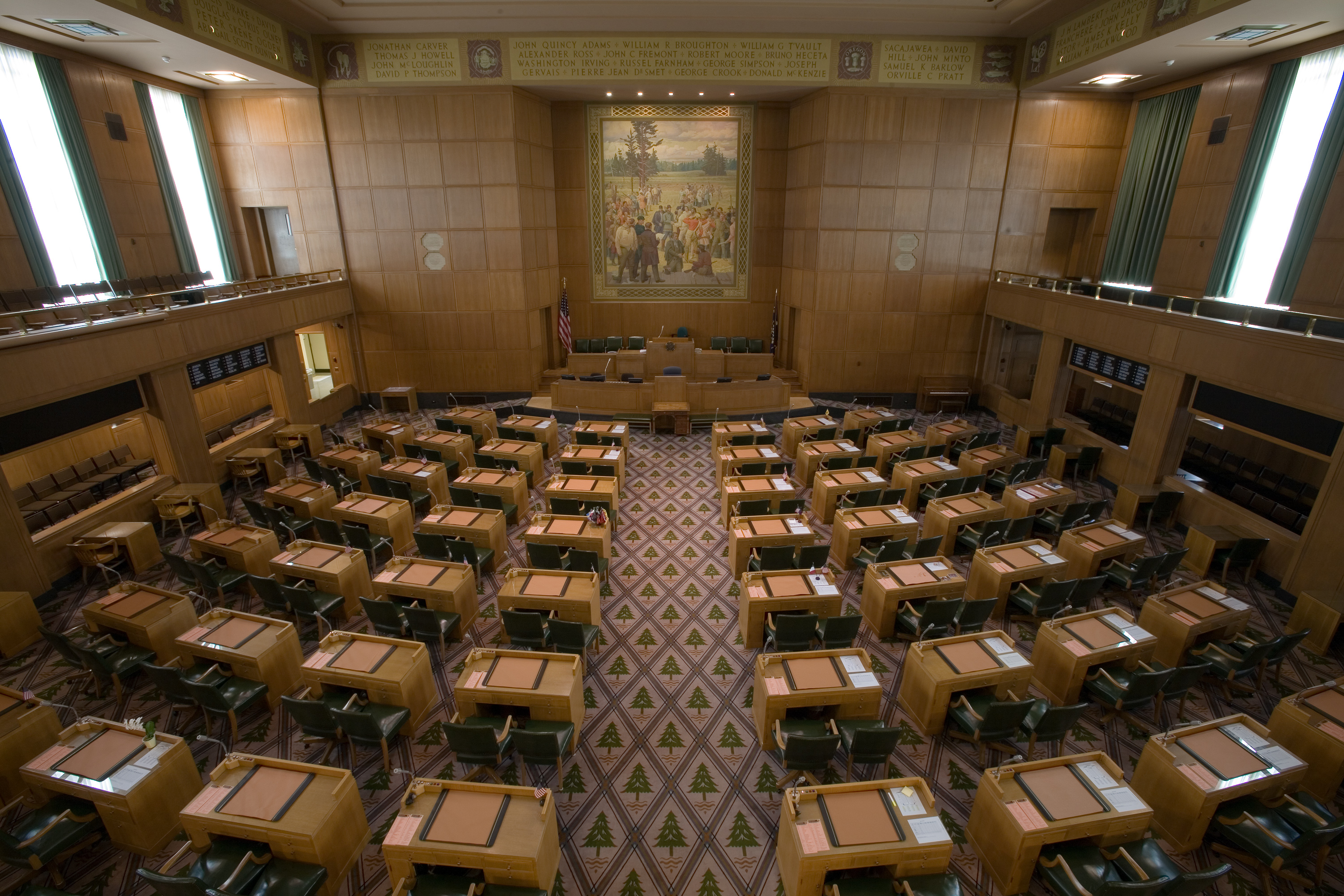
مجلس نمایندگان